# Landeryds station
Landeryds station, är en stationsbyggnad vid järnvägen mellan Halmstad C och Nässjö C. Den är belägen i Landeryd i Hylte kommun, Hallands län, och i landskapet Småland. Stationsområdet med stationshus och andra byggnader, som uppfördes för järnvägens behov, är ett minnesmärke över hur järnvägen förvandlade en liten by till ett stationssamhälle. Stationen ägs och förvaltas av Trafikverket. Den är ett statligt byggnadsminne sedan 29 mars 2018.

## Historik

### Från 1872 till 1906
Den 15 januari 1872 fattades ett beslut om att anlägga en järnväg, som skulle gå "från Halmstad - nära Oskarström, över Torup, förbi sjön Bolmen, åt Värnamo och nära Taberg till Jönköping eller annan punkt på stambanan söder om Jönköping jämte bibana till Gislaved". Beslutet lade grunden till det som ursprungligen kom att heta "Halmstad-Jönköping Järnvägar", men som sedermera blev Aktiebolaget Halmstad-Nässjö Järnvägar, (HNJ). Sträckan mellan Halmstad och Värnamo öppnades för allmän trafik den 1 september 1887. Bygget av banan hade medfört en ansträngd ekonomi, men öppnandet av den första delsträckan underlättades av att intäkter började komma in från trafiken.
Landeryd var 1877 en hållplats vid järnvägen mellan Halmstad och Jönköping, senare Halmstad–Nässjö, när denna öppnades för allmän trafik. Benämning som station fick Landeryd inte förrän 1881. Då uppfördes ett provisoriskt stationshus. Det var vid denna tid avsevärd skillnad mellan hållplats och station. Ett nytt stationshus byggdes 1886. Senare om- och tillbyggdes detta 1906 när Västra Centralbanan (VCJ) anknöts till Landeryd. Halmstad–Nässjö Järnvägar (HNJ) förstatligades 1945 och överfördes därmed till Statens Järnvägar.

### Från 1906 till nutid
Det var först när Västra Centralbanan byggdes, som Landeryds blomstringstid kan sägas ta sin början. I och med bygget fick nu Landeryd linjer åt tre håll. HNJ åt sydväst med linjen till Halmstad och åt nordost till Nässjö och Jönköping. Norrut kunde man på Västra Centralbanan ta sig med tåg ända till Falköping. Denna järnväg, Västra Centralbanans Järnväg (VCJ), var administrativt uppdelad. VCJ ägde själva järnvägsspåren, medan HNJ svarade för trafiken på spåren.
Efter tillkomsten av VCJ 1906 blev Landeryd en järnvägsknut med allt vad det innebar. Rangering av godsvagnar, lastning av gods, byte av tåg för resenärerna och inte minst, så fick Landeryd en egen lokstation. Där kunde loken ta vatten och kol, slaggas och genomgå mindre översyner. Större översyner gjordes vid lokstationen i Halmstad. Som mest fanns under järnvägens blomstringstid omkring 250 personer i Landeryd, som direkt hade sin sysselsättning vid järnvägen.
Under senare delen av 1940-talet löstes så gott som alla järnvägar i Sverige in av staten och drevs därefter i SJ:s regi. VCJ, bolaget som ägde själva järnvägen Västra Centralbanan, fick aldrig någon stark ekonomi utan köptes redan tidigt upp av HNJ. Kvar efter den affären blev ett HNJ, som både ägde järnvägen och svarade för trafiken. Detta trafikbolag löstes alltså in av staten 1945.
När landsvägstrafiken med bussar och lastbilar gjorde sitt intåg i samhället, minskade järnvägstrafiken successivt. Persontrafiken på Västra Centralbanan lades ner 1985. När det gäller sträckan mellan Landeryd och Smålands Burseryd, så körs ett godståg per dag. Sträckan från Smålands Burseryd till Sjötofta är klassad som industrispår. Där är trafiken mycket sporadisk. Norrut, mellan Sjötofta och Ambjörnarp, är endast dressincykling möjlig.
Den 4 april 2013 körde föreningen Landeryds Järnvägsmuseum kungaparet, kung Carl XVI Gustaf och drottning Silvia, mellan Landeryd och Torup under en del av deras Eriksgata.

## Beskrivning av stationen

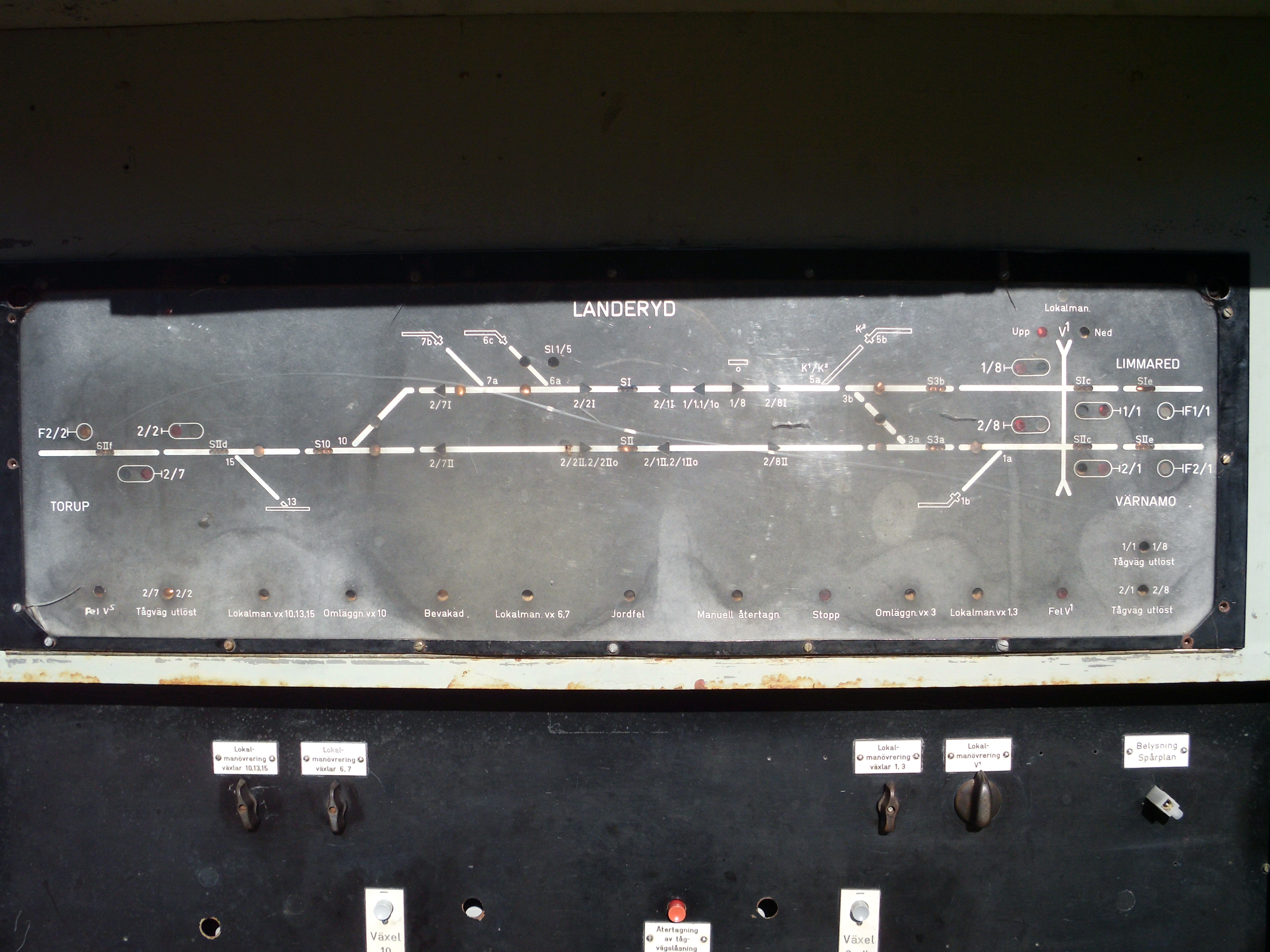
Spårplan på centrallås vid Landeryds stations bangård.

### Motivering till byggnadsminnesmärkning
Stationshuset, med byggnadsår 1906, har ett genomarbetat formspråk, som speglar dåtida arkitekturideal. Den ursprungliga planlösningen är fortfarande till stora delar intakt – även äldre dörrar och listverk finns bevarade. Byggnaden har ett stort symbol- och samhällshistoriskt värde. Sammantaget är stationsmiljön i Landeryd kulturhistoriskt viktig.

### Stationshuset
Stationshuset (Hus nummer 1) används delvis av Trafikverket för driftändamål. Stationen är också hållplats för de lokala Krösatågen. Stationshuset är en tvåvånings gul–röd tegelbyggnad med en stor vind. I bottenvåningen är den centrala expeditionslokalen uppdelad i två mindre rum. Ett nytt toalettrum har anlagts i hörnet av den västra mindre expeditionslokalen. Hela den västra delen av bottenvåningen, alltså den mindre expeditionslokalen, och en avgränsad del av den centrala lokalen används av Trafikverket för tågklarering. Det övre planet är bostad.
Byggnaden vilar på en naturstenssockel – källare saknas. Huset har en stomme av tegel och är belagt med tegeltak. Fönstren är 2-glas träfönster utom på vinden, som har 1-glas träfönster. Bottenbjälklaget är av betong i pann- och bagagerum, medan golvet i övriga lokaler troligen har en trästomme. Huset har två skorstenar av tegel.

### Beredskapsförrådet - magasinet
Beredskapsförrådet (Hus nummer 2) är ett magasin, byggt 1906. Det är en enplans oisolerad och rödmålad träbyggnad med grönt korrugerat plåttak utan källare. Planlösningen är intakt sedan uppförandet. Byggnaden står på 32 naturstensplintar. Fönstren är igensatta 1-glas träfönster. Väggarna utgörs av liggande spontade bräder. Golvet består av bräder med varierande bredd och har en tjocklek om cirka 60 millimeter. I godsexpeditionsrummet finns en murad skorsten, som är kapad under taknivå och inte i bruk. Mot banan finns två stora skjutbara portar, som är rödmålade. På den andra långfasaden finns tre mindre portar.
Väster om stationshuset har det funnits en lastkaj. Den är numera riven, men de gjutna plintarna står kvar. Öster om huset finns utefter spåret en lastkaj med naturstenskant. Kajens längd är omkring 70 meter. Takfoten på magasinet är utdragen som skydd över lastkajerna.

### Dressinboden
Dressinboden (Hus nummer 3), är en avlång rödmålad envånings träbyggnad och taket är belagt med korrugerad plåt. I förhållande till ursprungsritningen har innerväggen i ved- och koksförrådet dragits fram till södra fasaden och försetts med två dörrar. En mellanvägg i husets längdriktning delar upp vedförråden i två utrymmen. Huset vilar på gjutna grundplintar utefter långfasaderna där det saknas en källarvåning. Fönstren är 2-glas träfönster. Ytterväggarna består av stående bräder. Utrymmena vid gavlarna, dressinboden och garaget, är på insidan klädda med skivor av eternit. Innerväggarna är enkla eller dubbla brädväggar. Golven utgörs av tjocka armerade betongplattor utom i garaget, som har grusgolv. Mot banan finns fem grönmålade dubbelportar till de olika utrymmena. På den södra gaveln finns två större dubbelportar.

## Landeryds järnvägsmuseum bildas
Den 22 maj 2004 bildades den ideella föreningen Landeryds Järnvägsmuseum. Föreningen har tagit det som sin uppgift att förvalta järnvägsmiljön i Landeryd och bevara och utveckla den för framtiden. Som ett led i detta anordnar föreningen utfärder med museitåg vid ett antal tillfällen per år. Tågdagarna i Landeryd är ett årligt återkommande evenemang i Landeryd, som blivit ett av Sveriges största. Lok och vagnar förvaras i Landeryds lokstall, vars forna status som lokstation är på väg att återuppstå. Den 4 april 2013 körde föreningen Landeryds Järnvägsmuseum kungaparet mellan Landeryd och Torup under en del av deras Eriksgata.

## Renoveringsarbete
I april 2018 beslutade regeringen att stationshuset skall vara ett statligt byggnadsminne och vårdas. Trafikverket handlade då upp en entreprenad där man renoverade tak, fönster och dörrar, bytte tegel och delar av underlagstak. Man rustade upp rötskadade takstolar, takfotstassar och målade takfot och takavvattning. Projektet hade byggstart i oktober 2018 och blev färdigt i april 2019. Kostnaden var cirka 6 miljoner kronor. I beloppet ingick kostnad för antikvarisk kompetens. Det var Kålltorps Bygg, som fick uppdraget att restaurera Landeryds stationshus. Företaget har utfört takomläggning samt bytt alla hängrännor och stuprör. Fönster och snickerier har lagats, målats och setts över av snickare med specialkunskaper i renovering av kulturhistoriska hus. Ambitionen var att återställa byggnaden till sitt ursprungliga skick.